# La Bouteille (film, 1915)
 (juillet 2025).
Pour plus de détails, voir Fiche technique et Distribution.
La Bouteille (The Bottle) est un film muet britannique en noir et blanc réalisé par Cecil Hepworth, sorti en 1915.

## Distribution
- Albert Chevalier : Harry Ashford
- Stewart Rome : le barman